# Новокузнецьке організоване злочинне угруповання
Новокузнецьке організоване злочинне угруповання — велике організоване злочинне угруповання, що орудувало в містах Новокузнецьк і Москва на початку 1990-х років.

## Історія створення
Угруповання практично повністю складалася з колишніх спортсменів. Бурхливі соціально-економічні потрясіння початку 1990-х років відсунули проблему фізкультури і спорту на задній план. Професійний спорт міг прийняти лише незначну частину провідних спортсменів, тому багато колишні спортсмени, які не мали ніякої реальної професії, залишившись без засобів до існування, пішли в кримінал.
На початку 1990-х років в Новокузнецьк, підприємства якого профилировались в основному на видобутку і переробці вугілля і металу, потекли величезні кошти, пожвавилася торгівля і сфера обслуговування. Продукція Новокузнецький підприємств стала привертати увагу тільки з'явилися тоді бізнесменів, діяльність яких контролював кримінальний світ.
Початковим лідером ОЗУ був Володимир Анатолійович Лабоцкій, майстер спорту СРСР, один з представників відомої Новокузнецькій школи вільної боротьби. Навколо себе він згуртував своїх колишніх колег-спортсменів. «Правою рукою» Лабоцкого став Ігор Шкабара, також колишній спортсмен. Згодом він, уклавши фіктивний шлюб, взяв прізвище дружини і став Ігорем Барибін. Своєрідним навчальним посібником для майбутніх бандитів були фільми про чиказької мафії Аль Капоне. По суті справи, ієрархічна структура і внутрішні порядки були скопійовані з цих фільмів.

## Новокузнецький період діяльності ОЗУ
ОПГ почала підніматися в епоху так званого «бартеру», коли зарплату працівникам підприємств видавали або продукцією, або дешевої імпортної технікою. На найбільшому підприємстві Новокузнецька, Кузнецькому металургійному комбінаті, який був найбільшим в країні виробником рейкового прокату, Лабоцкій і його бригада організували свої пункти, куди працівники підприємств за безцінь здавали отриману ними як зарплату техніку, а згодом бандити продавали їх в місті за завищеною в рази ціною . Зовні все виглядало абсолютно законно.
Після закінчення епохи «бартеру» Лабоцкій і його команда переключилися на так званий «Рекет». Діяли спортсмени безжально - не давали ніяких знижок, потурань і відстрочок. Одному підприємцю, який не встиг розплатитися в строк, відрубали туристичним сокиркою ступню ноги, а коли той все ж розплатився, то отримав в подарунок інвалідний автомобіль.
Не хотіли ділитися з бандитами комерсантів чекала неминуча розправа. Багато з Новокузнецький вбивств минулих років приписували саме угруповання Лабоцкого.

## Московський період діяльності ОЗУ
Лабоцкій з більшою частиною своєї ОПГ поїхав з Новокузнецька в Москву з метою зайняти місце під сонцем в кримінальному світі столиці. Незабаром вони отримали в своє володіння досить велику територію. Діяли спортсмени за тією ж схемою, що і в Новокузнецьку. Разом з тим, частина угруповання залишилася в рідному місті з метою забезпечення контролю над ним.
8 січня 1993 року Барибін зі своїми спільниками Повєткіним і Гніздичів увірвалися в спортзал, де займалися спортом члени конкурентної їм ОЗУ, і розстріляли їх з автоматів. Було вбито 3 людини, ще 3 - поранено.
Незабаром в ОПГ виникла змова. Барибін вирішив одноосібно захопити владу в угрупованні та розробив план з фізичного усунення Лабоцкого. Однак він не припускав, що його квартира прослухувалася особисто шефом, який не довіряв нікому. Вирішивши діяти на випередження, Лабоцкій підготував пластикову вибухівку з годинниковим механізмом, сховав її на своєму тілі під одягом і призначив Барибін зустріч на Ленінському проспекті на 21 липня 1994 року. Однак годинниковий механізм несподівано спрацював, і Лабоцкій сам загинув в результаті вибуху. Вражений Барибін дивом встиг виїхати з місця події до приїзду міліції.
Після цього Барибін протягом двох тижнів знищив всіх відданих раніше лідеру ОЗГ членів: спочатку свого партнера по силових акцій Гніздичів, якого він убив пострілом в око в його квартирі, а потім деяких Кривицького і Кондрашова, розстріляних на очах у сім'ї Барибіна і кинутих на пустирі загорнутими в простирадло.
Барибін продовжив діяльність ОЗГ. Їм було створено підрозділ кілерів, яке займалося відстрілом московських конкурентів. Зброя кілерам доставляли спеціально найняті не привертали особливої уваги люди, як правило, дівчата. Всього на рахунку бандитів щонайменше 20 вбивств в Москві. Таким напором вони зуміли на час навіть потіснити знамениту Люберецького ОЗУ і змусили рахуватися з собою солнцевські ОЗУ.
При Барибін ОПГ взяла під свій контроль ряд московських казино, барів, магазинів. Натхнені таким ходом справ, «Новокузнецька» взялися вбивати навіть злодіїв в законі і своїх колишніх колег-спортсменів. Так, 7 лютого 1994 року членами банди був убитий голова Федерації кікбоксингу Росії Юрій сходинкою, також уродженець Новокузнецька. Були дані і про причетність Новокузнецькій ОЗУ до вбивства братів Квантрішвілі, також відомих в минулому спортсменів. За іронією долі, їх могили знаходяться поруч з могилою Володимира Лабоцкого.